# Labena zerita
Labena zerita är en stekelart som beskrevs av Ian D. Gauld 2000. Labena zerita ingår i släktet Labena och familjen brokparasitsteklar. Inga underarter finns listade i Catalogue of Life.